# Linckia multifora
Espèce
Synonymes
- Asterias multifora, Lamarck 1816
- Linckia leachi, Gray 1840
- Linckia typus, Gray 1840
- Ophidiaster multiforis, Müller & Troschel 1842
- Linckia costae, Russo 1894

Linckia multifora est une espèce d'étoiles de mer tropicale de la famille des Ophidiasteridae. On l'appelle parfois « comète de mer ».

## Description

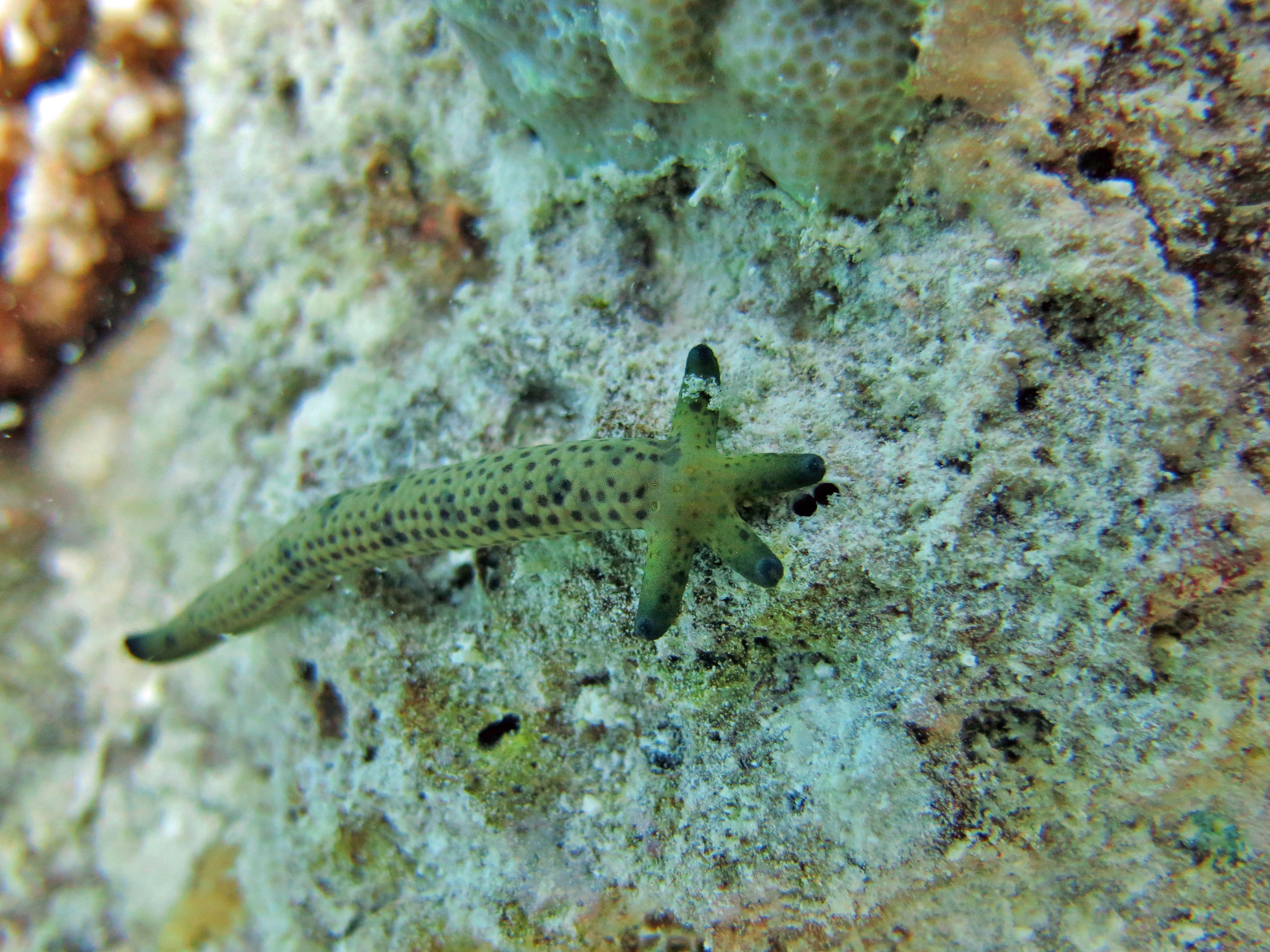
Une « comète de mer » : cette Linckia multifora s'est régénérée à partir d'un bras, lui conférant cette forme caractéristique.

C'est une petite étoile régulière à 5 bras allongés, fins et de section cylindrique, avec un disque central très réduit. Elles mesurent jusqu'à 20 cm de diamètre, mais en général elles dépassent rarement 10 cm. La coloration générale est chamarrée et de teintes très variable : beige, rose, brun et même vert et bleu peuvent s'y mélanger selon des taches et marbrures irrégulières. Des taches sombres irrégulières mais assez homogènes sont très fréquentes, mais pas systématiques. La face ventrale est plus claire. Les bras sont fins et cylindriques, et leur pointe arrondie est souvent redressée. Certains spécimens ont parfois plus ou moins de 5 bras, du fait de la prédation et de la défense par autotomie, qui débouche parfois sur la repousse de deux bras au lieu d'un ; des étoiles à 6 bras sont fréquentes. Pour les mêmes raisons, les bras peuvent être de longueurs inégales. Un bras isolé peut parfaitement survivre (ils se déplacent comme des sortes de vers), et quand il commence à régénérer les autres, cette forme d'étoile pourvue d'une longue queue est appelée « comète de mer ». Au toucher, le tégument est rugueux. 
Cette étoile est équipée de deux minuscules madréporites.

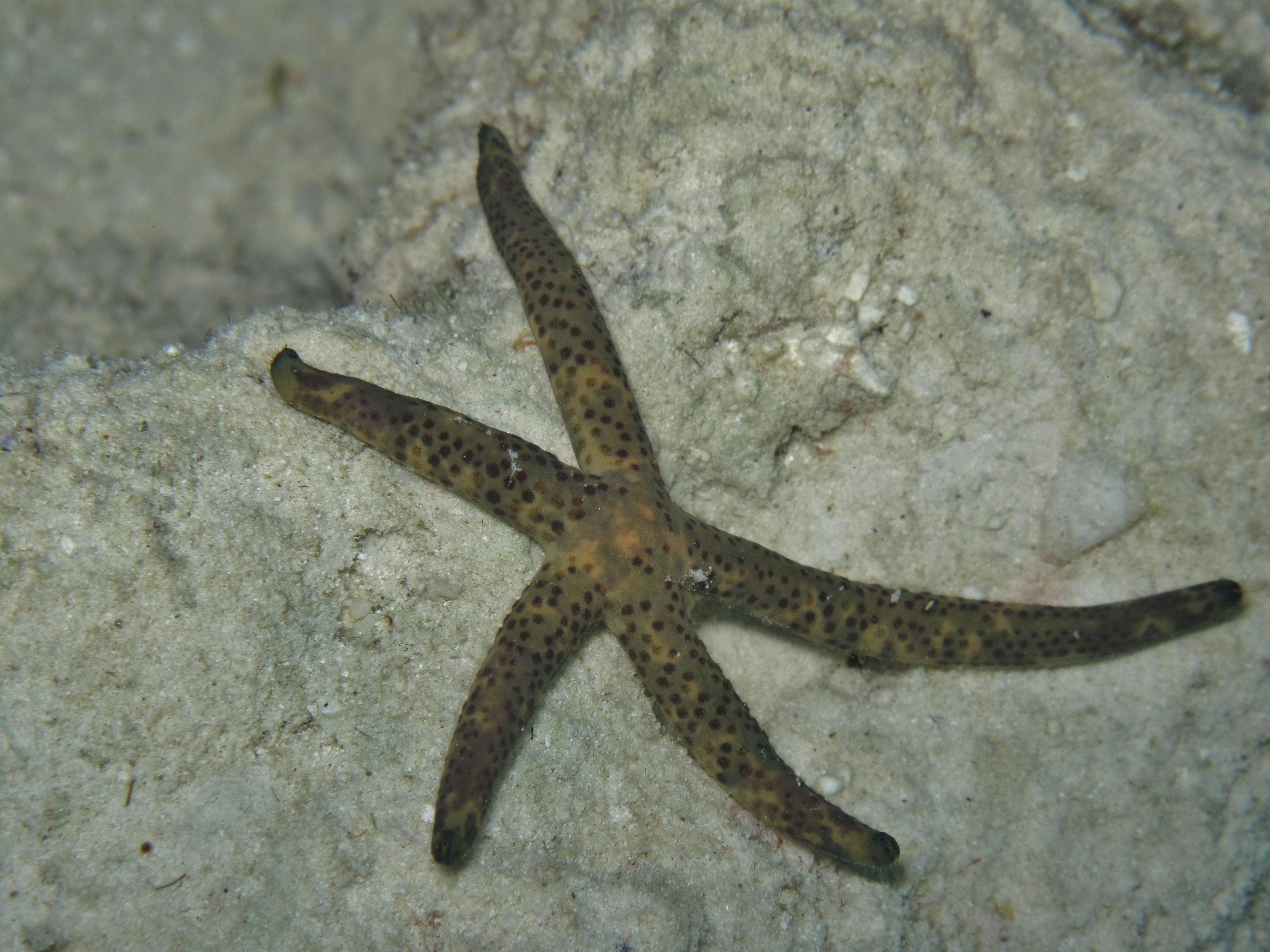
Spécimen des Maldives.
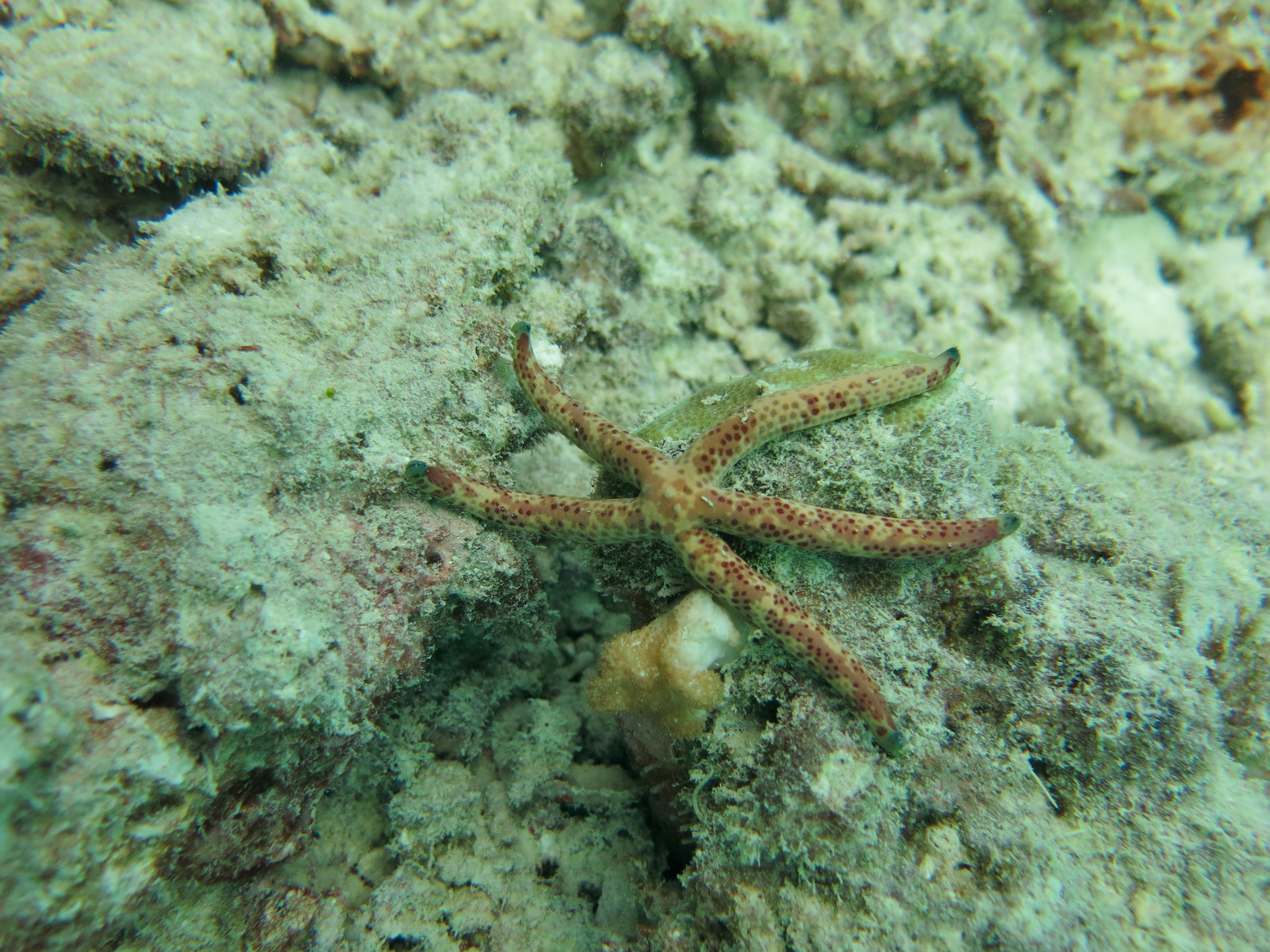
Spécimen rose au même endroit.
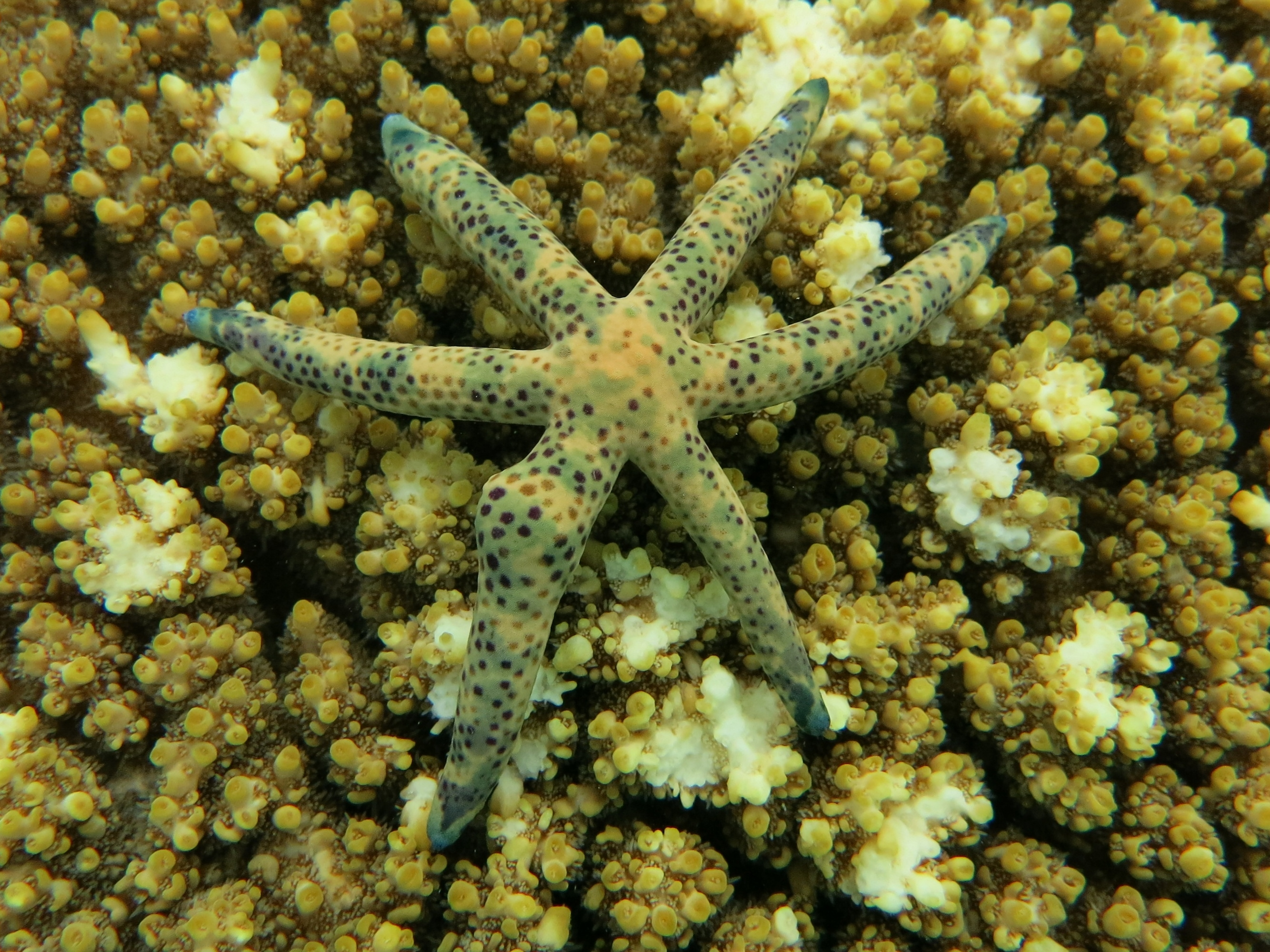
Spécimen à 6 bras.
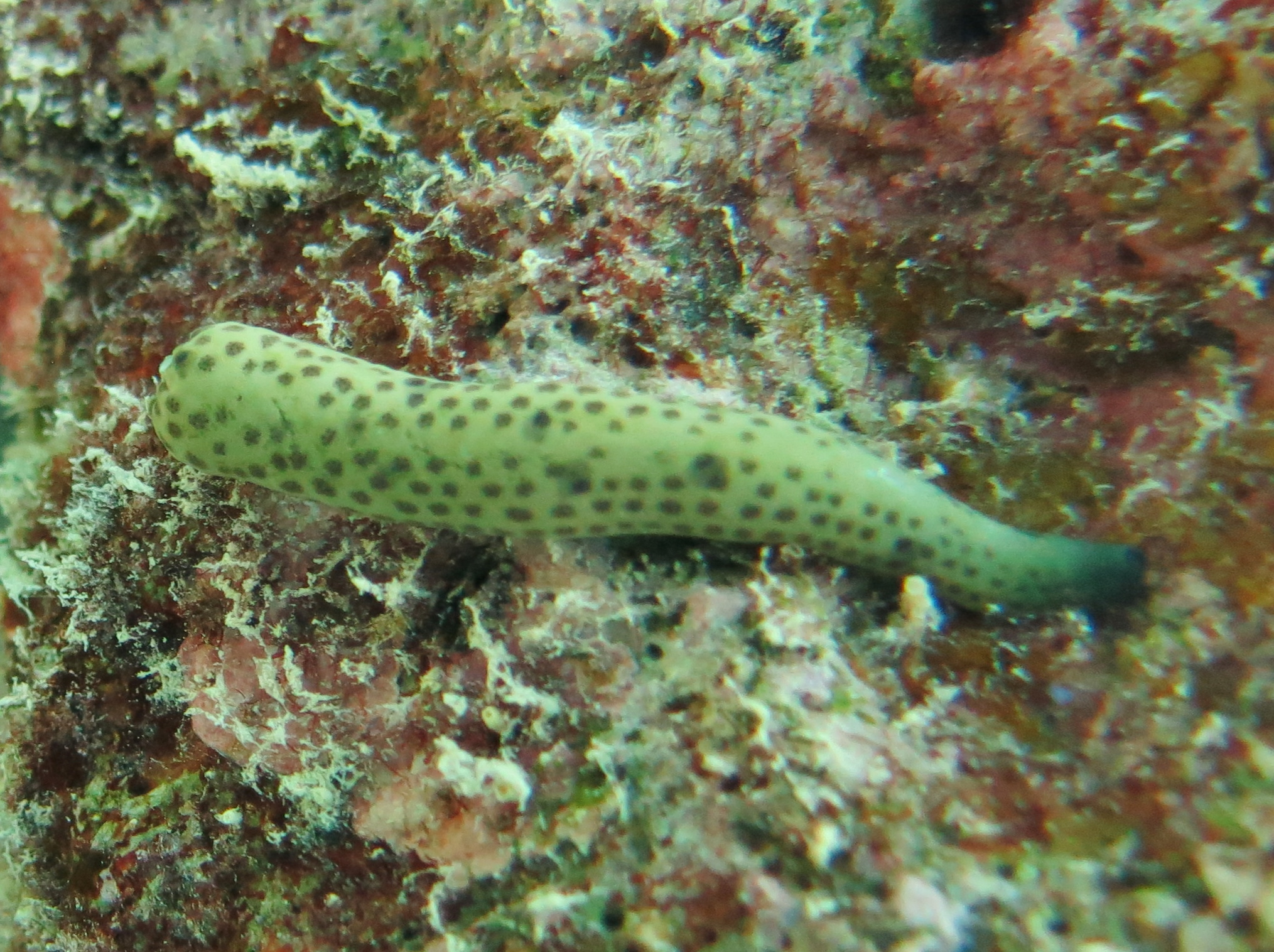
Bras isolé vivant de manière indépendante, en attendant de régénérer une étoile complète.

## Habitat et répartition
Ces étoiles sont présentes principalement dans le bassin Indo-Pacifique, où elles habitent souvent les récifs de coraux. Elle est très abondante dans les îles de l'océan Indien, notamment aux Maldives.
On la rencontre sur les fonds rocheux ou dans les récifs de corail, entre la surface et une trentaine de mètres de fond, mais plus souvent à faible profondeur. Elles sont souvent très abondantes et assez visibles, car actives autant de jour que de nuit.

## Écologie et comportement
La reproduction est gonochorique, et mâles et femelles relâchent leurs gamètes en même temps grâce à un signal phéromonal, en pleine eau, où œufs puis larves vont évoluer parmi le plancton pendant quelques semaines avant de rejoindre le sol.
Ces étoiles ont cependant aussi accès à un mode de reproduction asexué : ces étoiles sont connues pour leur remarquable capacité régénératrices, leur permettant de se défendre contre leurs prédateurs par autotomie. Ainsi, à partir d'un seul bras (chacun contenant tous les organes utiles à la survie), l'étoile peut se régénérer complètement,.
Ces étoiles ont un régime relativement omnivore, à base de détritus, d'algues filamenteuses et de débris organiques.
La crevette nettoyeuse Periclimenes soror vit souvent en symbiose avec cette étoile.

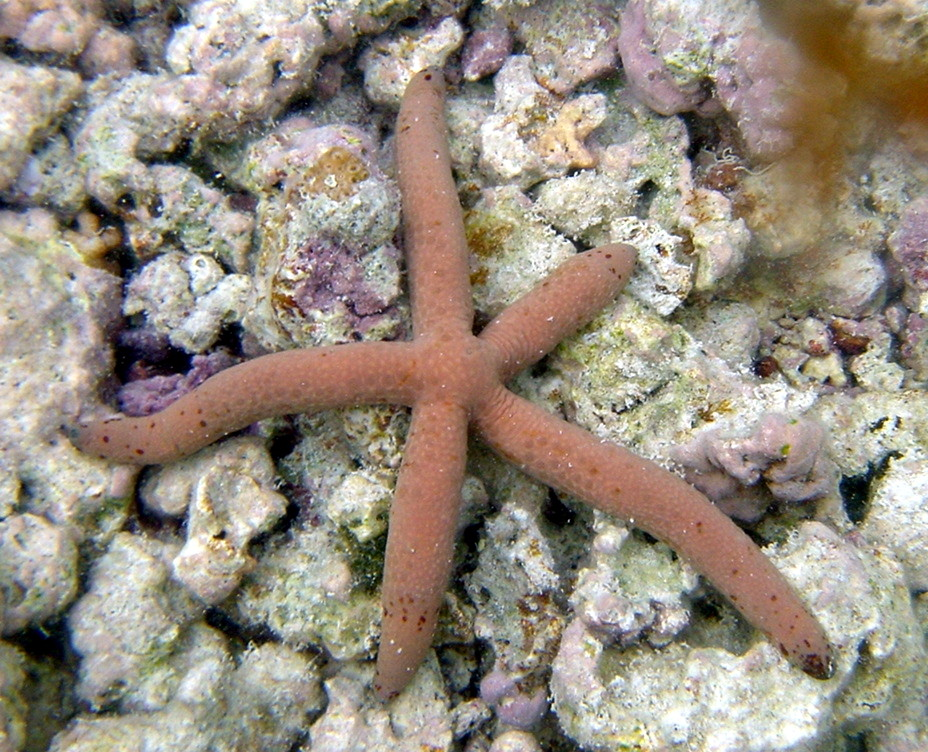
Spécimen rose uni.
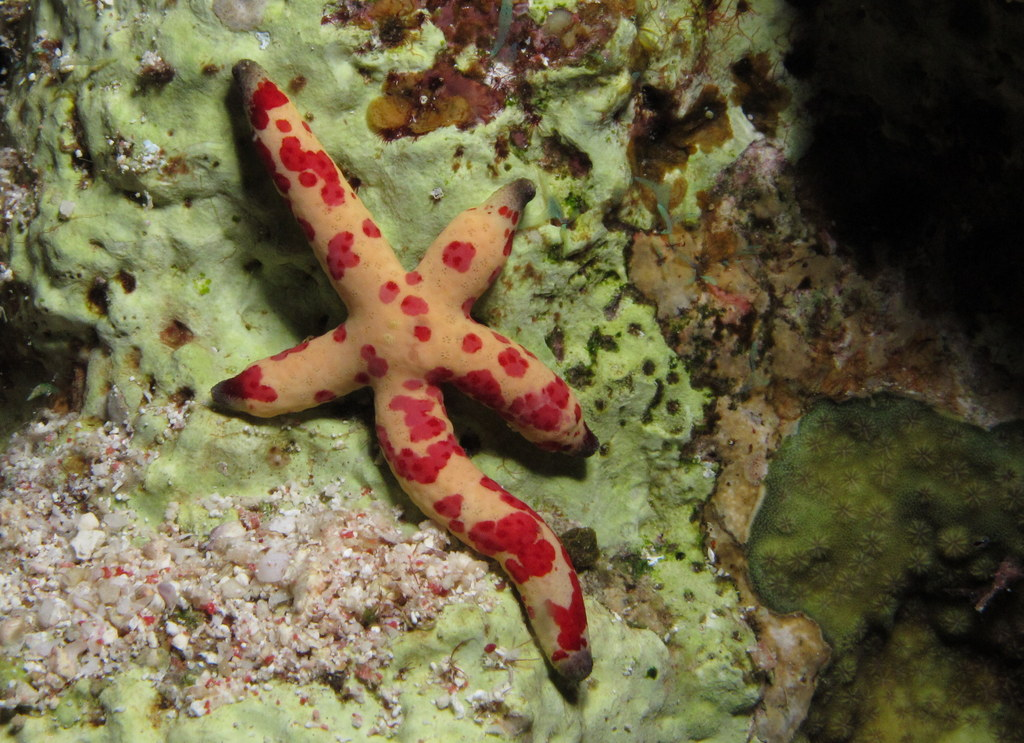
Spécimen crème à pois rouges
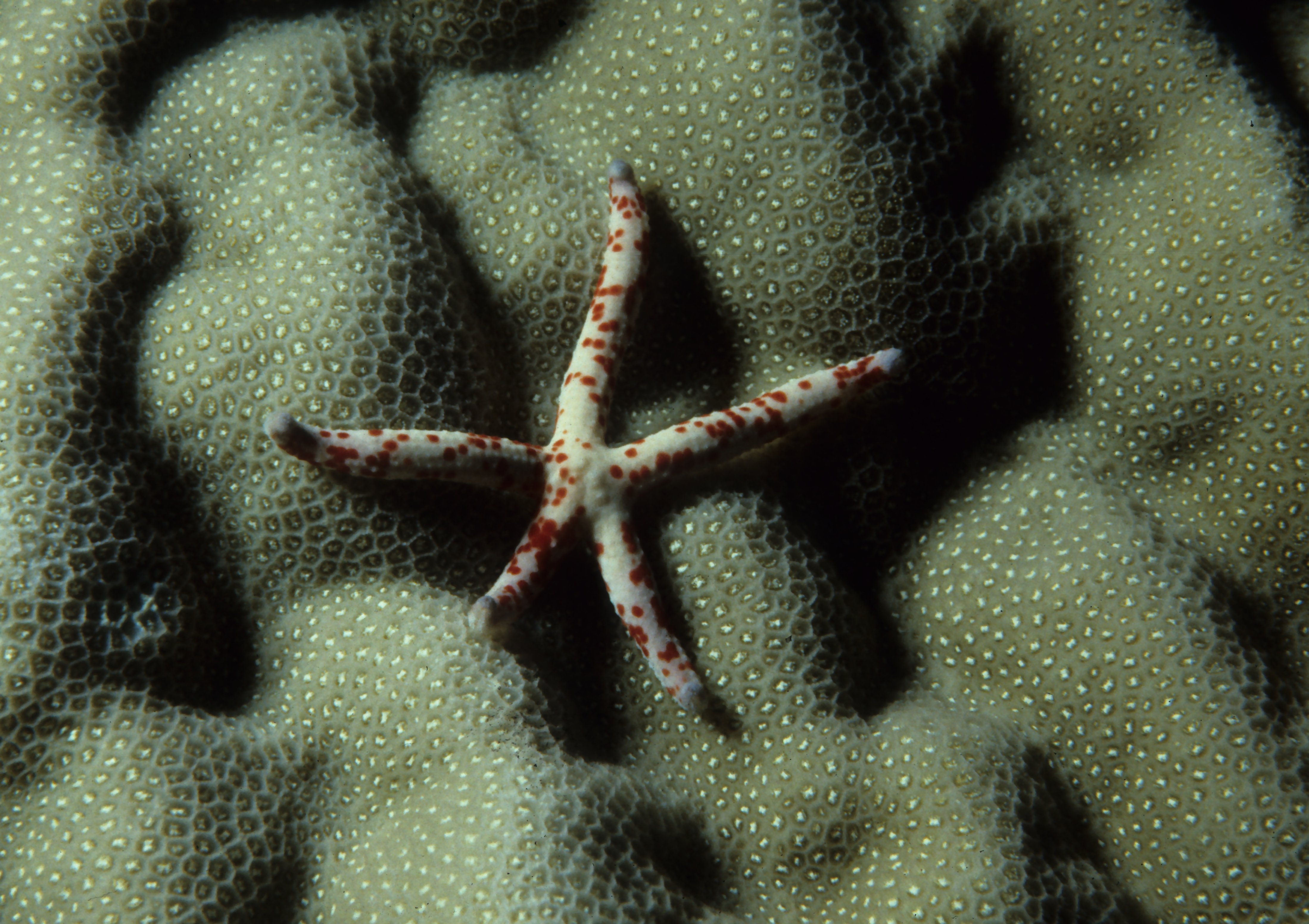
idem
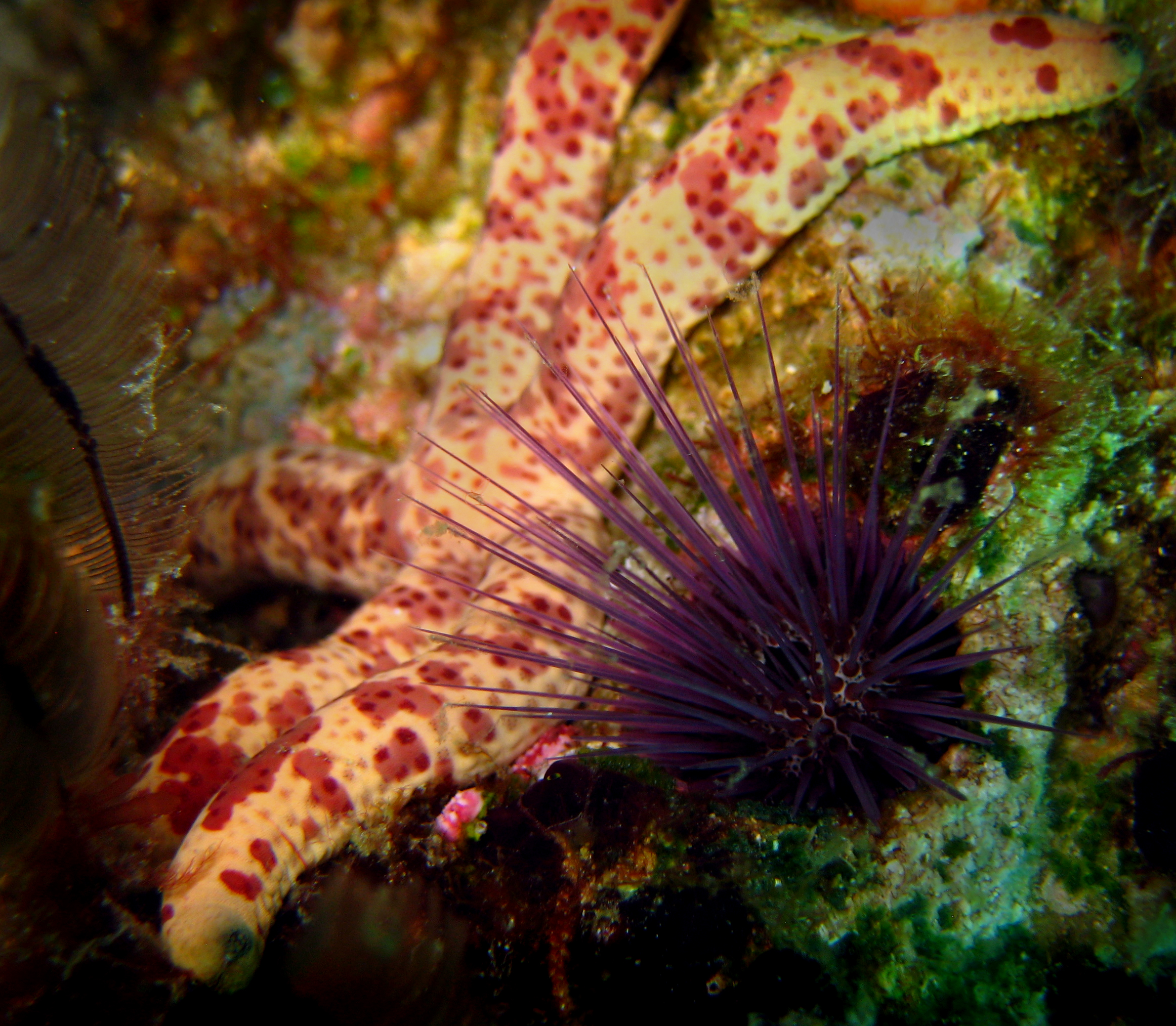
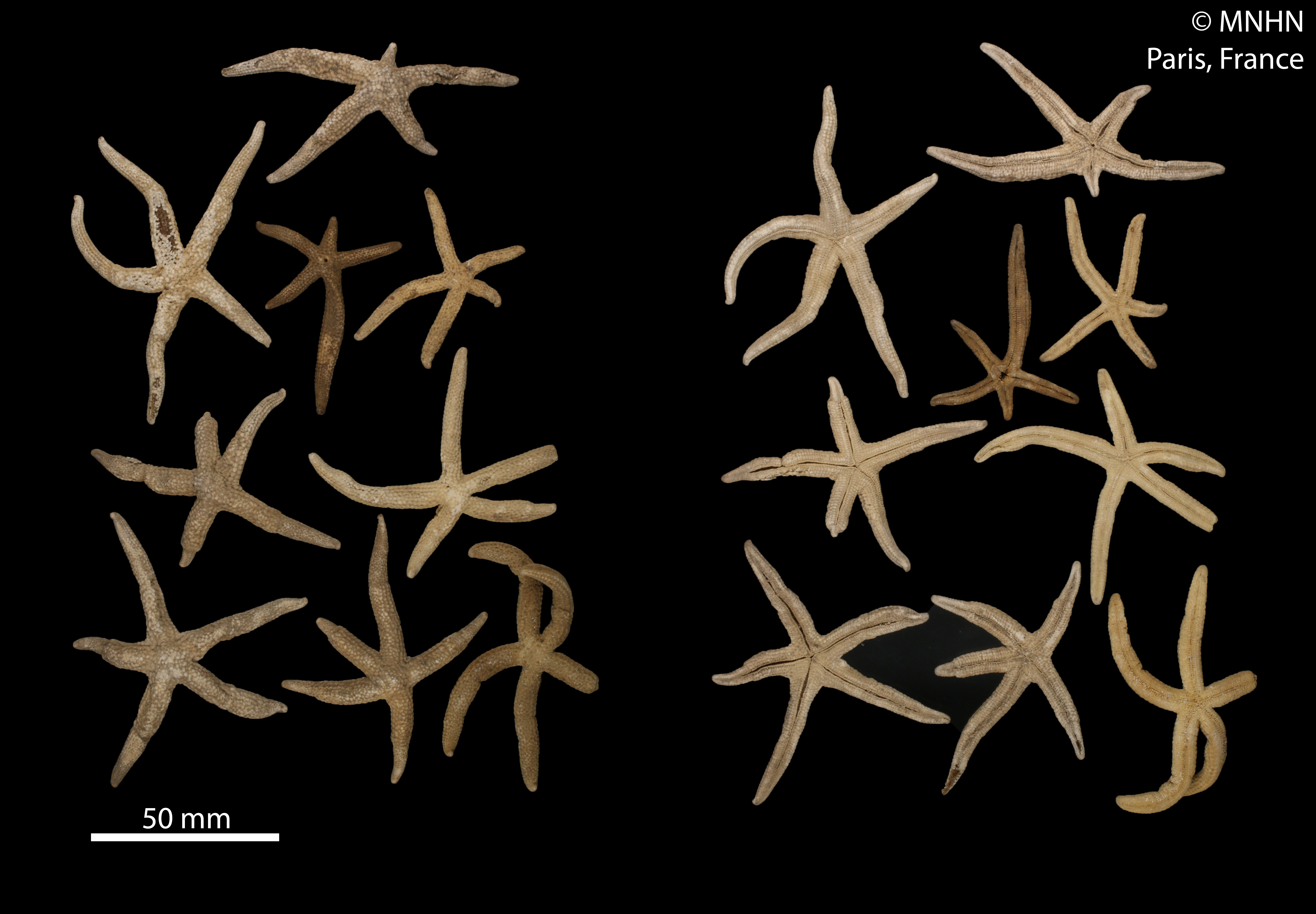
Spécimens séchés au Muséum National d'Histoire Naturelle